# Centrale di tiro Mod. 1937 "Gala"

Il tavolo previsore. I dati in entrata erano introdotti tramite le varie manopole, mentre i dati in uscita erano presentati su indicatori grafici a pennini e nastro di carta scorrevole.

La centrale di tiro Mod. 1937 "Gala" è una centrale di tiro italiana impiegata dall'artiglieria contraerea del Regio Esercito e della Milizia Volontaria per la Sicurezza Nazionale durante la seconda guerra mondiale.

## Storia
La  centrale Mod. 37 "Gala" fu il primo dispositivo di tale tipo entrato in servizio con le forze di terra italiane. Era basata sugli studi effettuati tra il 1934 ed il 1936 dal capitano Ubaldo Gala presso la Scuola artiglieria contraerei (SACA) del Regio Esercito e fu prodotta da varie ditte nazionali. Inizialmente basata sulle tabelle di tiro del moderno cannone 75/46 C.A. Mod. 1934, venne poi adattata per l'impiego con i più datati 75/27 C.K., 75/27 A.V. e 76/40 Mod. 1916 R.M. ancora in linea con le batterie contraeree del Regio Esercito e della Milizia per la difesa antiaerea territoriale. Rapidamente superata dall'evoluzione di pezzi e tecnologie, durante la seconda guerra mondiale venne sostituita, nelle batterie più moderne da 75/46, dalla nuova Centrale di tiro Mod. 1940 "Gamma" di produzione ungherese, mentre rimase in servizio fino alla fine nelle altre unità.

## Caratteristiche tecniche
La "Gala" in origine non poteva essere considerata una centrale di tiro, in quanto non era dotata di sistemi di trasmissione automatica dei dati: tutte le informazioni tra i telemetri ed il tavolo previsore e tra questo ed i pezzi erano effettuati per via telefonica. Solo in un secondo tempo e solo sui pezzi da 75/46 venne introdotto il collegamento elettrico con il sistema di punteria dei cannoni. La centrale era composta da:
- tavolo previsore: era un calcolatore elettromeccanico dei dati di tiro, nel quale gli operatori inserivano manualmente tutti i parametri. I dati di tiro calcolati dal tavolo venivano poi comunicati in tempo reale per via telefonica ai serventi dei pezzi.
- colonnina di puntamento: forniva il dato di direzione.
- telemetro stereoscopico: da 1 o 2,7 o 4 metri.
- collegamenti:
  - elettrico tra tavolo previsore e colonnina di punteria;
  - telefonico tra tavolo previsore e telemetro;
  - telefonico tra tavolo previsore e pezzi;
- gruppo elettrogeno.

Il dato della distanza era rilevato dai telemetristi e trasmesso per via telefonica agli operatori del  tavolo previsore, che lo inserivano insieme a quello della direzione, inviato tramite collegamento elettrico dalla  colonnina di punteria. Gli operatori inserivano inoltre i dati di correzione del tiro quali vento, densità dell'aria, variazione della velocità iniziale dei proietti e le correzioni in caso di traiettoria non rettilinea del bersaglio. Uno dei grossi limiti della centrale era invece l'assenza di un sistema di correzione della parallasse dovuta alla posizione relativa tra centrale, colonnina e cannoni. Quindi la centrale doveva essere posta pericolosamente il più vicino possibile alla linea dei pezzi; questa limitazione fu superata solo con l'immissione in servizio della "Gamma". Il calcolatore del  tavolo previsore stimava il punto futuro del bersaglio e gli operatori ne trasmettevano telefonicamente i tre valori dei dati di tiro ("tiro", "direzione" e "spoletta") ai puntatori dei cannoni ed ai graduatori delle spolette. Solo per i pezzi da 75/46 era disponibile il collegamento elettrico diretto tra tavolo e gli indici sui sistemi di puntamento ed ai graduatori dei pezzi, in modo che sul pezzo i puntatori dovevano solo far coincidere i controindici con gli indici agendo sui volantini di elevazione e brandeggio ed il porgitore doveva invece solo inserire, al momento segnalato, il cartoccio-proietto nella tramoggia del graduatore, prima di inserire il colpo in culatta.

## Dati tecnici
- distanza di tiro massima: 10 000 m;
- quota di tiro massima: 8 000 m;
- velocità massima del bersaglio per l'inseguimento: 150 m/s (540 km/h);
- parametri inseribili per la correzione dei dati di tiro
  - vento,
  - densità dell'aria,
  - variazione della velocità iniziale dei proietti,
- personale addetto: 16 specialisti.